# Skwary (województwo warmińsko-mazurskie)
Skwary – osada leśna w Polsce położona w województwie warmińsko-mazurskim, w powiecie ostródzkim, w gminie Łukta. Miejscowość wchodzi w skład sołectwa Pelnik. Osada znajduje się w historycznym regionie Warmia.
W 1974 r. do sołectwa Pelnik (Gmina Łukta, powiat ostródzki) należały: wieś Pelnik, leśniczówka Isąg, leśniczówka Skwary. W latach 1975–1998 miejscowość należała administracyjnie do województwa olsztyńskiego.